# Stanislava Konstantínova
Stanislava Andréyevna Konstantínova (en ruso: Станислава Андреевна Константинова; San Petersburgo, 14 de julio de 2000) es una patinadora artística sobre hielo rusa. Ganadora de la medalla de oro del Golden Spin de Zagreb de 2017, oro en el Trofeo Tallin de 2017 y medalla de plata en la Copa de Varsovia de 2017.

## Carrera
Stanislava Andréyevna Konstantínova nació en San Petersburgo en julio de 2000. Su madre entrenó para ser gimnasta rítmica y su padre estudió karate. Tiene una hermana menor llamada Kristina.
Comenzó a patinar en el año 2006, su primera y actual entrenadora es Valentina Chebotareva. Konstantínova tuvo su debut internacional con su participación en el Trofeo Tallin en diciembre de 2014, donde ganó la medalla de plata en categoría júnior. En la siguiente edición del Trofeo Tallin ganó el oro, en su primera temporada de Grand Prix Júnior, ganó la plata en el evento de Rusia y quedó en cuarto lugar en el evento disputado en Alemania. El debut sénior de Konstantínova fue en el Trofeo Tallin de 2016 donde ganó la medalla de oro y superó su marca personal con una puntuación de 186.97. En noviembre de 2017 compitió en el Trofeo Tallin de 2017 ganó de nuevo el oro y en su siguiente competición, el Golden Spin de Zagreb de 2017, de nuevo logró el primer lugar. En el Campeonato de Rusia de 2018 obtuvo el cuarto lugar y en el Campeonato Mundial Júnior de 2018 se posicionó en el cuarto lugar.
Comenzó la temporada 2018-2019 en la Challenger Series de la ISU, su primer evento fue el Trofeo Ondrej Nepela 2018, donde ganó el oro y finalizó en cuarto lugar en el Trofeo de Finlandia del mismo año. Debutó en la Serie del Grand Prix de la categoría absoluta, su primer evento fue el Grand Prix de Helsinki, donde ganó la medalla de plata y su segundo evento fue el Internationaux de France, donde finalizó en quinta posición. Su participación en el Campeonato de Rusia 2019 la ubicó en el cuarto lugar, con marcas personales en sus programas corto, libre y puntuación general. Es parte del equipo nacional ruso para competir en el Campeonato Europeo de 2019.

### Programas
|           | Programa corto                                  | Programa libre                                   | Exhibición |
| --------- | ----------------------------------------------- | ------------------------------------------------ | ---------- |
| 2018-2019 | Malagueña de Ernesto Lecuona                    | Anna Karenina (banda sonora) de Dario Marianelli |            |
| 2017-2018 | Corazón espinado de Tania Blanco                | Anna Karenina (banda sonora) de Dario Marianelli |            |
| 2016–2017 | El lago de los cisnes de Piotr Ilich Chaikovski | Alegría (banda sonora) de Cirque du Soleil       |            |
| 2015–2016 | La bella durmiente de Piotr Ilich Chaikovski    | Alegría (banda sonora) de Cirque du Soleil       |            |

### Resultados detallados

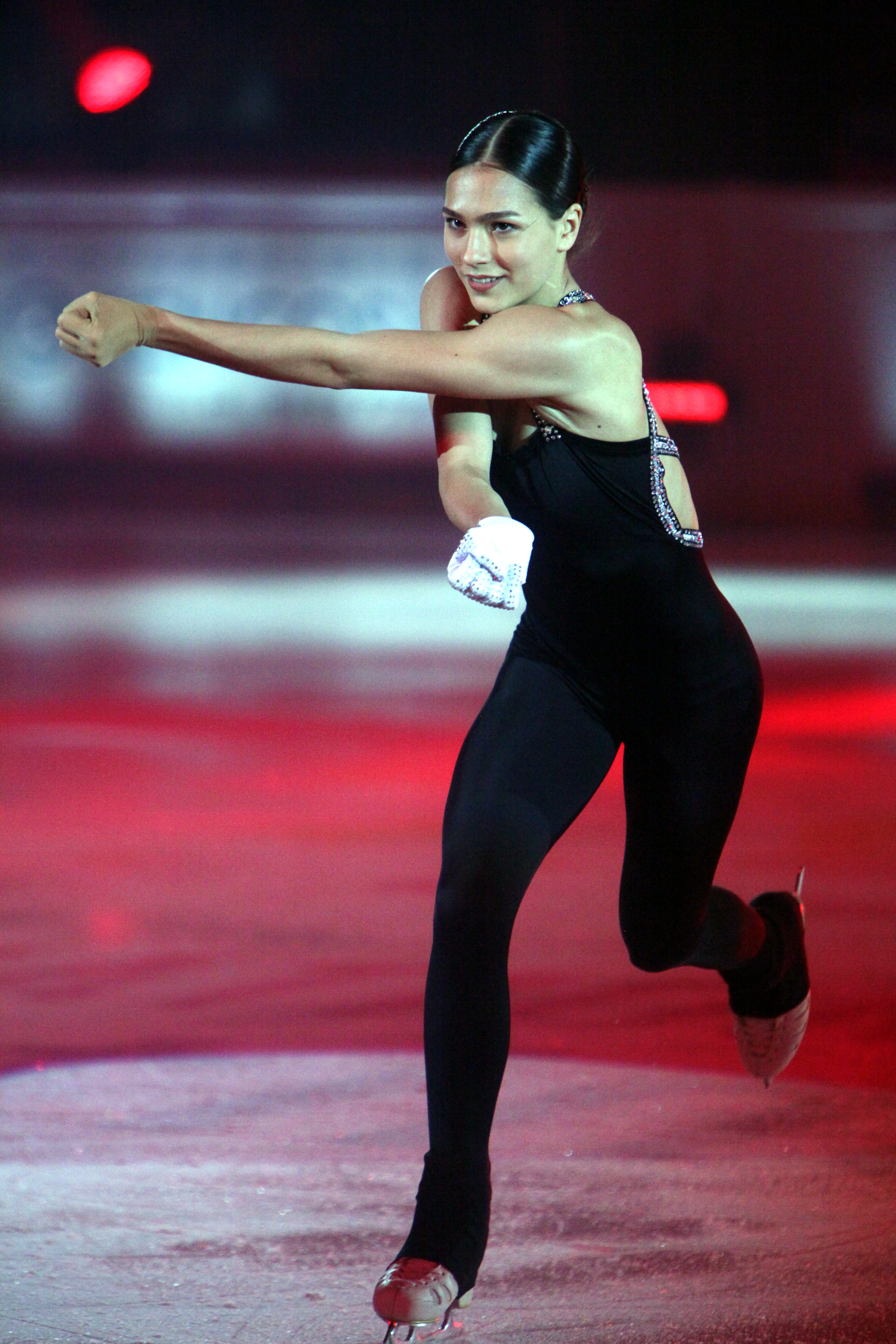
Stasia en el Grand Prix de Francia 2018.

- Mejores marcas personales aparecen en negrita

| Temporada 2018-2019         |                                                              |                |                |           |
| Fecha                       | Evento                                                       | Programa corto | Programa libre | Total     |
| 21–27 de enero de 2019      | Campeonato Europeo de Patinaje Artístico sobre Hielo de 2019 | 11 56.76       | 2 132.96       | 4 189.72  |
| 19–23 de diciembre de 2018  | Campeonato de Rusia 2019                                     | 4 74.40        | 4 138.52       | 5 212.92  |
| 23–25 de noviembre de 2018  | Internationaux de France 2018                                | 10 54.91       | 4 134.76       | 5 189.67  |
| 2–4 de noviembre de 2018    | Grand Prix de Finlandia 2018                                 | 4 62.56        | 3 135.01       | 2 197.57  |
| 5-7 de octubre de 2018      | CS Trofeo de Finlandia 2018                                  | 3 65.39        | 4 121.74       | 4 187.13  |
| 19–22 de septiembre de 2018 | CS Trofeo Ondrej Nepela de 2018                              | 3 65.03        | 3 114.99       | 3 180.02  |
| Temporada 2017-2018         |                                                              |                |                |           |
| Fecha                       | Evento                                                       | Programa corto | Programa libre | Total     |
| 19–25 de marzo de 2018      | Campeonato Mundial de Patinaje 2018                          | 16 59.19       | 20 93.84       | 19 153.03 |
| 21–24 de diciembre de 2017  | Campeonato de Rusia 2017                                     | 10 66.51       | 3 144.77       | 4 211.28  |
| 6–9 de diciembre de 2017    | CS Golden Spin de Zagreb 2017                                | 2 67.47        | 1 132.21       | 1 199.68  |
| 21–26 de noviembre de 2017  | CS Trofeo Talin 2017                                         | 1 64.41        | 1 126.34       | 1 190.75  |
| 16–19 de noviembre de 2017  | CS Copa de Varsovia 2017                                     | 2 59.84        | 2 114.59       | 2 174.43  |